# Pierre Philippeaux
Pierre Philippeaux (Ferrières (Oise), 1754 - París, 1794) fou un advocat i polític francès que fou membre de la Convenció Nacional en representació del departament del Sarthe, el qual morí guillotinat a París.

## Biografia
Fou advocat i després jutge al tribunal del districte de Le Mans. D'ideologia renovadora, a començaments de la revolució francesa va fundar un diari, Le Défenseur de la liberté. Quan es va posar a debat el destí de Lluís XVI, va votar per la mort del rei, cosa que l'apropà al tarannà dels montagnards. Enviat en missió a la Vendée, es va fer destacar per la seva actitud moderadora. De retorn a París, el 6 de desembre del 1793 denuncià en un pamflet l'actitud dels generals Ronsin i Rossignol, que van permetre el pillatge entre els seus soldats, i la del ministre de guerra Jean-Baptiste Bouchotte al qual acusava de malbaratar els diners públics i no pagar els soldats. Després presentà una petició a l'Assemblea perquè fos examinada la conducta d'aquests generals, però la proposta no va prosperar perquè Bertrand Barère de Vieuzac la revocà.
Es guanyà l'hostilitat de Jean-Marie Collot d'Herbois, membre del Comitè de Salvació Pública, i de Joan Baptista Carrier, membre de la Convenció que tenia una visió més radical sobre com resoldre el problema dels revoltats de La Vendée. Fou acusat d'antipatriota i de traïció per Saint-Just. Per estar relacionat amb el grup dels dantonistes acabà guillotinat juntament amb ells.

## Escrits
- Le Défenseur de la Liberté ou l'Ami du genre humain (diari)
- Discurs de Philippeaux a la sessió dels Jacobins (16 nivós any II)
- L'endemà de la festa cívica del 15 d'abril del 1792
- Cartes de Philippeaux a la seva dona
- Opinió sobre la formació del Tribunal Revolucionari (1793)
- Philippeaux als amics de la Justícia i de la Veritat (6 pluviós any II)
- Resposta de Philippeaux a tots els defensors oficials dels botxins dels nostres germans de la Vendée, amb l'acte solemne d'acusació fet a la sessió del 18 nivós. Seguit de tres cartes escrites a la seva dona des de la presó. (publicació pòstuma feta per la seva dona en la Imprimerie des femmes, any III).